# تاريخ الصحافة
تاريخ الصحافة، أو تطور جمع ونقل الأخبار، يمتد ليشمل نمو التكنولوجيا والتجارة، والذي يتسم بظهور تقنيات متخصصة لجمع المعلومات ونشرها على أساس منتظم، وهو الأمر الذي تسبب، كما يقول تاريخ الصحافة، في الزيادة المطردة «لنطاق الأخبار المتاحة لنا، والسرعة التي تنقل بها الأخبار». وكانت الصحف دائمًا الوسيلة الرئيسية للصحفيين منذ عام 1700، ثم أضيفت المجلات في القرن الثامن عشر، والإذاعة والتلفزيون في القرن العشرين، والإنترنت في القرن الحادي والعشرين.

## بدايات الصحافة
بحلول عام 1400، كان رجال الأعمال في المدن الإيطالية والألمانية يجمعون السجلات المكتوبة بخط اليد التي تحتوي على الأحداث المهمة، وكانوا ينقلونها بين العاملين معهم في محيط عملهم. وظهرت فكرة استخدام المطبعة من أجل طباعة هذه المواد للمرة الأولى في ألمانيا في حوالي عام 1605. وبعد بضعة عقود، بدأت الحكومات الوطنية في باريس ولندن في طباعة النشرات الإخبارية الرسمية. وبعد ذلك، تم نشر سجلات الأخبار كل نصف عام سنوية، وذلك في منشور كان يكتب باللغة اللاتينية تحت عنوان Mercurius Gallobelgicus، ويُوزَّع في كولونيا في الفترة بين عامي 1594 و1635، ولكنه لم يكن نموذجًا لمنشورات أخرى. وبعد ذلك، اختفى هذا.

### إنجلترا

#### القرن السابع عشر
كانت المجلة الأسبوعية «إيه كرنت أوف جنرال نيوز» (A current of General News) هي أول مجلة تنشر وتوزع في إنجلترا في عام 1622.
وشهد القرن السابع عشر بروز توزيع المنشورات السياسية التي كانت تغذيها فترات النزاع السياسي - الحرب الأهلية الإنجليزية والتي أعقبها فترة خلو العرش والثورة المجيدة، وهو ما أدى إلى حدوث استقطاب سياسي في المجتمع في ظل الأحداث السياسية، فضلاً عن سعي كل طرف إلى حشد أقصى قدر من الدعم الشعبي عن طريق توزيع الكتيبات في المقاهي التي كان يجتمع الناس بها. وقد طبعت صحيفة أوكسفورد (Oxford Gazette) في عام 1665 على يد موديمان في وسط معمعة طاعون لندن العظيم، وكانت، بكل ما تحمله الكلمة من معانٍ، أول دورية تتضمن جميع مؤهلات الصحيفة الحقيقية. وكانت هذه الصحيفة تُطبع مرتين أسبوعيًا من قبل السلطة الملكية، وسرعان ما أعيدت تسميتها لتصبح صحيفة لندن. وكانت المجلات أيضًا محلاً للدعاية الأخلاقية تهاجم الانحطاط الأخلاقي، ولا سيما ميرقوريوس بريتانيكوس (Mercurius Britannicus).
أما عام 1694 فقد كان مرحلة فارقة؛ حيث شهد المرحلة الأخيرة من قانون طلب الرخصة 1643 الذي تم وضعه حيز التنفيذ من جانب ملوك أسرة ستيوارت، وهو ما وضع حدًا للرقابة الخرقاء التي حاولت في السابق قمع حرية التعبير وتدفق الأفكار في المجتمع، وسُمح للكتاب بانتقاد الحكومة بحرية. ومنذ عام 1694 وحتى إصدار قانون الطوابع عام 1712، حظرت قوانين الإدانة التي كان معمولاً بها فقط الخيانة والتحريض على الفتنة والإبلاغ عن الإجراءات البرلمانية.
فقبل الثوة المجيدة، كانت الصحافة مهنة محفوفة بالمخاطر. ومن بين ضحايا الصحافة الناشر المتهور بنيامين هاريس، والذي أدين بتهمة التشهير بسلطة الملك. ومع عجزه عن دفع الغرامة الكبيرة التي فرضت عليه، تم وضعه في السجن. وفي النهاية، تمكن من شق طريقه إلى أمريكا، حيث أسس واحدة من أوائل الصحف هناك. وبعد الثورة، كان العاهل الجديد ويليام الثالث، الذي عينه البرلمان، حذرًا من الرأي العام، ولم يحاول التدخل في الصحافة المزدهرة.
وقد كان النمو في مجال الصحافة والحرية المتزايدة التي تمتعت بها ضمن أعراض ظاهرة عامة بشكل أكبر، وهي تطوير الحكومة لنظام الأحزاب. وفي الوقت الذي أصبح فيه مفهوم المعارضة البرلمانية (بدلاً من الخيانة) قاعدة مقبولة، بدأت الصحف والمحررون في اتخاذ مواقف حاسمة وحزبية، نظرًا لأنهم سرعان ما أصبحوا قوة مهمة في الشؤون السياسية والاجتماعية للدولة.

#### القرن الثامن عشر
مع بداية القرن الثامن عشر، كانت بريطانيا دولة مستقرة ومزدهرة بشكل متزايد وذات إمبراطورية مترامية الأطراف، وتقدم تكنولوجي في الصناعة والزراعة والتجارة والأعمال التجارية المزدهرة. وكانت الطبقة الوسطى الجديدة التي تتألف من التجار والبائعين ورواد الأعمال والمصرفيين تنشأ بسرعة - وكان المثقفون والمتعلمون لديهم رغبة كبيرة لدخول النقاش السياسي والمشاركة في حكم البلد. وكانت النتيجة طفرة في الصحافة، وذلك في الدوريات والصحف والمجلات. فأصبح الكاتب الذي كان يعتمد على راع غني في الماضي قادر على أن يعمل لحسابه الخاص بعرض خدماته على الصحف. وكانت القيم الواردة في هذه الصحافة الجديدة تتفق بصورة كبيرة مع الطبقة الوسطى البرجوازية - التأكيد على أهمية حقوق الملكية والتسامح الديني والحرية من الحكم الاستبدادي المطلق الذي كان سائدًا في قارة أوروبا.
وأنجبت الصحافة في النصف الأول من القرن الثامن عشر العديد من الصحفيين البارزين مثل دانييل ديفو وجوناثان سويفت وجوزيف أديسون وريتشارد ستيل وهنري فيلدنغ وصمويل جونسون. وقد قام هؤلاء الرجال بتحرير الصحف أو كتابة المقالات للصحف المشهورة في وقت ما أو آخر. على الرغم من أن المادة التي كانوا يقدمونها لم تكن أخبارًا بالمعنى الحديث، فإنها كانت مسلية ومفيدة وقوبلت بطلب نهم. وبدأ المواطنون العاديون أيضًا المشاركة في تدفق الأفكار والأخبار، كما كان القراء قادرين على المساهمة بأفكارهم من أجل محتوى الصحيفة.
وأصبحت شعبية الصحف كبيرة جدًا، حتى أن الناشرين بدأوا في طباعة إصدارات يومية. وكانت صحيفة ديلي كورنت التي أنشأها صمويل باكلي عام 1702 في شوارع لندن هي أول صحيفة يومية تصدر في إنجلترا. وقيدت الصحيفة نفسها بنشر الأخبار والوقائع دون مقالات الرأي، وكانت رائدة في استخدام الدعاية في أعمدتها للحصول على عائدات.
ويعد ديفو على وجه الخصوص رائدًا للصحافة الحديثة من خلال صحيفته ذا ستورم  (The Storm) في عام 1704، والتي تم تصنيفها باعتبارها أول عمل كبير للصحافة الحديثة، فضلاً عن كونها أول من سجل إعصار بريطانيا. فقد ذكرت تفاصيل أحداث عاصفة رهيبة ضربت لندن لمدة أسبوع ابتداءً من 24 نوفمبر 1703، والمعروفة باسم العاصفة الكبرى 1703، التي وصفها ديفو بأنها «الأكبر والأطول، والأوسع نطاقًا، من كل الأعاصير والعواصف التي سجلها التاريخ منذ بدء الخلق».
واستخدم ديفو روايات شهود عيان عن طريق وضع إعلانات في الصحف يطلب من القراء تقديم رواياتهم الشخصية، ثم اختار منها حوالي 60 شهادة وحررها في كتاب. وكان هذا أسلوبًا مبتكرًا في هذا الوقت قبل أن يصبح اعتماد الصحافة على تقارير مباشرة شائعًا. ويرى ديفو أن هذه الشهادات موثوقة لأن «معظم من قاموا بالاتصال بنا لم يقتصروا على ذكر أسمائهم والتوقيع على شهاداتهم التي أرسلوها فحسب، ولكنهم أيضًا تركوا لنا حرية نقل أسمائهم وأعمالهم إلى الأجيال القادمة.» وهكذا تم تصنيف صحيفة ذا ستورم باعتبارها أول عمل كبير للصحافة الحديثة.
تأثر ريتشارد ستيل بديفو، وأنشأ صحيفة تاتلر عام 1709، وذلك لتكون مجلة لنشر الأخبار والقيل والقال الذي يتم تداوله في مقاهي لندن. فكانت تتبنى الآراء اليمينية، وتقدم مبادئ إرشادية لأخلاق الطبقة الوسطى، وفي الوقت نفسه كانت تقدم إرشادات «هؤلاء السادة، في أغلب الأحيان يكونون أشخاصًا ذوي حماسة قوية، وعقول ضعيفة...ماذا تعتقد.»
وكتب جوناثان سويفت أعظم مقطوعات الهجاء في صحيفة إكزامينر (Examiner)، وذلك في شكل استعاري يسخر فيه من الخلافات بين المحافظين واليمينيين. كما نُشرت ما يعرف باسم «رسائل كاتو» (Cato Letters)، وهي من تأليف جون ترنشارد وتوماس جوردون تحت اسم مستعار، «كاتو»، في صحيفة جورنال (London Journal) في عشرينيات القرن الثامن عشر، وناقشت نظريات رجال الكومنولث مثل الأفكار التي كانت متداولة حول الحرية والحكومة التمثيلية وحرية التعبير. وقد كان لهذه الرسائل تأثير كبير في أمريكا الاستعمارية وحركة الجمهوريين الوليدة، وذلك حتى توقيع إعلان الاستقلال.
لم يكن تزايد شعبية ونفوذ الصحف يروق للحكومة في هذا الوقت. فقد تم اقتراح أول مشروع قانون في البرلمان يدعو إلى فرض ضريبة على الصحف في عام 1711. وكانت الضريبة التي فرضت عام 1712 نصف بنس على الصحف التي يبلغ حجمها نصف ورقة أو أقل، وبنس على الصحف التي يراوح حجمها من نصف ورقة إلى ورقة كاملة. وأعرب جوناثان سويفت في صحيفته جورنال تو ستيلا (Journal to Stella) في 7 أغسطس 1712 عن شكوكه في قدرة مجلة ذا سبكتاتور (The Spectator) على الصمود أمام الضريبة. وقد كان هذا الشك منطقيًا، ففي ديسمبر 1712 توقفت المجلة. ومع ذلك، استمر صدور بعض المجلات الموجودة، وسرعان ما زادت أعدادها. ويعزى جزء من هذه الزيادة إلى الفساد والصلات السياسية لأصحابها. وفي وقت لاحق، ومع الاقتراب من منتصف القرن، أصبحت أحكام وعقوبات قانون الطوابع أكثر صرامة، ومع ذلك استمر عدد الصحف في الارتفاع. وفي عام 1753 بلغ العدد الإجمالي للصحف التي تباع سنويًا في بريطانيا 7411757. وفي عام 1760، كان العدد قد ارتفع إلى 9464790، وفي عام 1767 ارتفع إلى 11300980. وفي عام 1776، ازداد عدد الصحف الصادرة في لندن وحدها إلى 53.
جون ويلكس من الشخصيات المهمة في الكفاح من أجل زيادة حرية الصحافة. فعندما تولى الإسكتلندي جون ستيوارت، رئاسة الحكومة عام 1762، بدأ ويلكس إصدار جريدة أسبوعية راديكالية تحت عنوان ذي نورث بريتون (The North Briton)، لمهاجمته مستخدمًا لهجة مناهضة للاسكتلنديين. فاتهم بالتحريض على الهجوم على خطاب جورج الثالث الذي أيد فيه معاهدة باريس عام 1763 في افتتاح البرلمان في 23 إبريل 1763. وتم إلقاء القبض على تسعة وأربعين شخصًا من بينهم ويلكس بموجب مذكرة اعتقال. ومع ذلك، اكتسب ويلكس تأييدًا شعبيًا كبيرًا عندما أكد على عدم دستورية مذكرات الاعتقال العامة. وفي جلسة الاستماع بالمحكمة قضى رئيس المحكمة العليا بأنه نظرًا لأن ويلكس عضوًا بالبرلمان، فإنه يحظى بامتياز يحميه من الاعتقال بتهمة التحريض. وسرعان ما استعاد منصبه، وقام بمقاضاة من اعتقله بتهمة التعدي. ونتيجة لهذه الحادثة، ارتفع التأييد الشعبي وردد الناس هتافات مثل «ويلكس والحرية وعدد 45»، في إشارة إلى الصحيفة. ومع ذلك، فإنه سرعان ما ثبتت إدانته بتهمة القذف مرة أخرى وحكم عليه بالسجن لمدة 22 شهرًا وغرامة قدرها 1000 جنيه إسترليني. وعلى الرغم من أنه انتخب بعد ذلك ثلاث مرات متتالية عن ميدلسكس، فإن القرار أسقطه البرلمان. وعندما أطلق سراحه أخيرًا من السجن في عام 1770، أطلق حملة من أجل زيادة حرية الصحافة، ودافع على وجه التحديد عن حق الناشرين في طباعة تقارير حول نقاشات البرلمان. وبسبب الدعم الكبير والمتزايد، اضطرت الحكومة إلى التراجع والتخلي عن محاولاتها لفرض الرقابة.

#### القرن التاسع عشر
بحلول أوائل القرن التاسع عشر، كانت هناك 52 صحيفة في لندن وأكثر من 100 من المطبوعات الأخرى. وفي عامي 1802 و1815، ازدادت الضرائب على الصحف إلى ثلاثة بنسات ثم إلى أربعة. وعلى الرغم من عدم قدرتها أو عدم رغبتها في دفع هذه الرسوم، فإن المئات من الصحف غير الخاضعة للضريبة ظهرت في الفترة بين عامي 1831 و1835. وقد كان الاتجاه السياسي العام لمعظمها ثوريًا بشدة. وقد حوكم ناشريها، ولكن هذا لم يجد في التخلص منهم. وقد كان ميلنر جيبسون وريتشارد كوبدين من قام بشكل رئيسي بدعم القضية في البرلمان لتقليل الضرائب لأول مرة في عام 1836، وفي عام 1855 تم إلغاء الضرائب بشكل كامل على الصحف. وبعد تخفيض ضريبة الدمغة عام 1836 من أربعة بنسات إلى بنس واحد، ارتفع توزيع الصحف الإنجليزية من 39000000 إلى 122000000، وبحلول 1854 زاد من انتشارها التحسينات التكنولوجية في مجال النقل والاتصالات، جنبًا إلى جنب مع ارتفاع نسبة محو الأمية.
وبدأت جريدة ذي ديلي يونيفرسال ريجستر (The Daily Universal Register) في عام 1785، ثم أصبحت تعرف باسم ذي تايمز (The Times) منذ عام 1788. وفي عام 1817، عُيِّن توماس بارنز محررًا عامًا. وفي ظل قيادة بارنز وخليفته عام 1841، جون ثاديوس ديلان، زاد تأثير ذي تايمز إلى مستويات عالية، خاصة في المجال السياسي وبين مدينة لندن. ونظرًا لدعمه المؤثر لتحرير الكاثوليك في أيرلندا، وُصف بارنز من قبل زميله لورد ليندهرست بأنه «أقوى الرجال في البلد». وكان بيتر فريزر وإدوارد إسترلينغ صحفيين بارزين، وحصلا بسبب صحيفة ذي تايمز على اللقب الرنان/الساخر «الراعد» (من «لقد أرعدنا ذلك اليوم، مقال عن الإصلاح الاجتماعي والسياسي»). وكانت الصحيفة الأولى في العالم التي تحظى بانتشار واسع للغاية نظرًا لاعتمادها المبكر على مطبعة دورانية تعمل بالبخار. وكانت أيضًا أول صحيفة وطنية بشكل صحيح، حيث كانت توزع عن طريق سكك الحديد الجديدة إلى المجتمعات السكانية ذات الكثافة العالية عبر البلاد. وهو ما ساعد على ضمان ربحية الصحيفة ونفوذها المتنامي.
كما كانت ذي تايمز أول صحيفة ترسل مراسلاً حربيًا لتغطية صراعات خاصة. وقد كتب دبليو. إتش. راسيل، مراسل الصحيفة مع الجيش في حرب القرم، برقيات مؤثرة جدًا؛ حيث تمكن الجمهور لأول مرة من القراءة عن واقع الحرب. وعلى وجه الخصوص، كتب راسيل في 20 سبتمبر 1854 رسالة خطية من مصدر رسمي حول المعركة فوق نهر ألما. وعلى الرغم من أن هذا الخبر كان داعمًا للقوات البريطانية، فقد سلط اهتمامًا خاصًا على الجراحين في ساحة المعركة «البربرية الإنسانية» وعدم وجود رعاية إسعاف للجنود المصابين. وبعد هذه الصدمة والغضب، أدى رد فعل العامة العنيف إلى أن قامت الحكومة بإعادة تقييم القوات وأدت إلى تدخل فلورنس نايتينجيل في إحداث ثورة شاملة في مجال العلاج في أرض المعارك. وقد أثارت تقاريره عن الظروف المروعة التي تعاني منها قوات الحلفاء أثناء إجراء الحصار، بما في ذلك تفشي وباء الكوليرا، السيد صمويل مورتون بيتو وشركاءه لبناء خط السكك الحديدية جراند كريمان سنترال، والذي كان عاملاً رئيسيًا في نجاح الحصار.
تأسست صحيفة مانشستر جارديان في مدينة مانشستر في عام 1821 على يد مجموعة من رجال الأعمال الانشقاقيين. وقد ساهم المحرر الأكثر شهرة تشارلز بريستويتش سكوت في أن أصبحت مانشستر جارديان أشهر صحيفة في العالم في تسعينيات القرن التاسع عشر. وقد تم نشر صحيفة دايلي تيليغراف للمرة الأولى في 29 يونيو 1855، وكان يملكها آرثر سليه، والذي بدوره نقل ملكيتها إلى جوزيف ليفي العام التالي. وأصدر ليفي الصحيفة بحيث تكون أول صحيفة يتم بيعها بفلس واحد في لندن. وسرعان ما أصبح ابنه إدوارد لوسون محررًا، وهو المنصب الذي شغله حتى عام 1885. وأصبحت دايلي تيليغراف اليومية لسان حال الطبقة الوسطى، ومن الممكن الزعم بأنها كانت صاحبة أكبر توزيع في العالم في عام 1890. وكان ولاؤها للحزب الليبرالي حتى عارض السياسة الخارجية لغلادستون عام 1878 عندما تحولت لتتبنى سياسات حزب المحافظين.t.
كانت صحيفة نورثرن ستار (Northern Star) التابعة للحركة الميثاقية رائدة الصحافة الشعبية للجماهير، وقد تم نشر أول نسخة منها في 26 مايو 1838. وشهدت نفس الفترة أيضًا إنشاء دوريات متخصصة ذات أهمية خاصة، فضلاً عن أول جريدة رخيصة تحت اسم دايلي تيلغراف أند كورير (1855)، والتي عرفت فيما بعد باسم دايلي تيلغراف. كما تأسست مجلة أخبار لندن المصورة (The Illustrated London News) في عام 1842، وقد كانت أول صحيفة أسبوعية مصورة في العالم. وتعد الفترة من عام 1860 وحتى عام 1910 تقريبًا «العصر الذهبي» للمنشورات الصحفية، وذلك في ظل التقدم التقني في مجال الطباعة والاتصالات، بالإضافة إلى الاستعانة بمتخصصين من الصحافة، إلى جانب بروز ملاك جدد.
وأصبحت الصحف أكثر حزبية وبرزت الصحافة الجديدة بفضل وليام توماس ستيد، وهو صحفي ومحرر مثير للجدل كان رائدًا في فن الصحافة الاستقصائية. ومهدت «الصحافة الجديدة» الطريق لصحافة التابلويد الحديثة. وقد كان مؤثرًا في إظهار كيفية استخدام الصحافة للتأثير على الرأي العام وسياسة الحكومة، كما دعم «الحكومة عن طريق الصحافة». كما كان مشهورًا بتحقيقاته الصحفية حول رعاية الأطفال والتشريعات الاجتماعية وإصلاح القوانين الجنائية في إنجلترا.
ثم أصبح مساعد رئيس تحرير صحيفة بول مول جازيت (Pall Mall Gazette) في عام 1880، حيث بدأ بإحداث ثورة في صحيفة محافظة تقليديًا تحت شعار «كتب هذا السادة من أجل أن يقرأه سادة». وعلى مدى السنوات السبع التالية، طور ستيد ما أطلق عليه ماثيو أرنولد «الصحيفة الجديدة». وتضمنت ابتكاراته كرئيس تحرير لصحيفة جازيت نشر الخرائط والرسوم البيانية في الصحف لأول مرة، وكسر المقالات الطويلة بعناوين فرعية لافتة للنظر، ومزج آرائه الخاصة مع آراء الناس الذين أجرى حوارات معهم. كما كتب مقالة حول إضافات بول مول ومشروعه والأصالة التي تمارس تأثيرًا قويًا على الصحافة المعاصرة والسياسة. واستندت أولى حملات ستيد المثيرة على الكتيب الانشقاقي الذي يحمل العنوان «صرخة مُرة من لندن المنبوذة» (The Bitter Cry of Outcast London). فقصصه المثيرة حول الحياة المزرية دفعت الحكومة إلى تطهير الأحياء الفقيرة وبناء مساكن منخفضة التكلفة محلها. كما قدم أيضًا المقابلة، ليخلق بعدًا جديدًا في الصحافة البريطانية عندما أجرى مقابلة مع تشارلز جورج غوردون عام 1884. وقد ظهر أسلوبه في استخدام العناوين المثيرة مع وفاة غوردون في الخرطوم عام 1885، عندما وضع أول عنوان من 24 نقطة في تاريخ الصحيفة، «بعد فوات الأوان!» (TOO LATE!)، متحسرًا على فشل قوة الإغاثة في إنقاذ بطل قومي. كما يُنسب إليه أيضًا تأصيل التقنية الصحفية الحديثة لخلق أحداث الأخبار بدلاً من مجرد الإبلاغ عنها، مع عبارته الشهيرة «التحقيق» في قضية إليزا أرمسترونج.

#### القرن العشرون

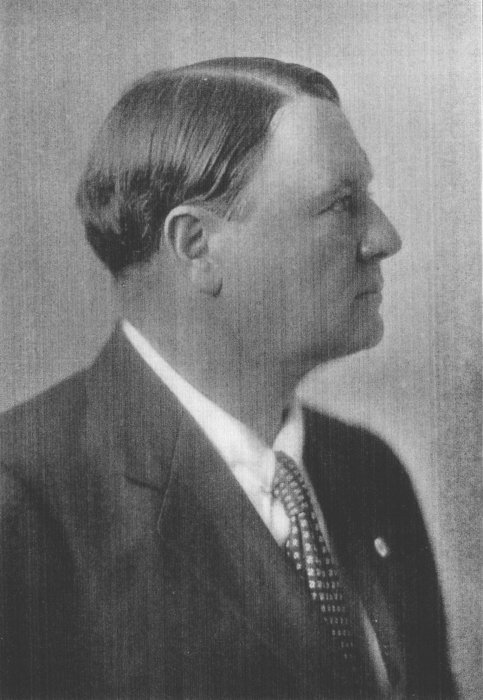
ألفريد هارمسورث، أول فيكونت لنورثكليف

شهد مطلع القرن العشرين صعود صحافة التابلويد التي تستهدف الطبقة العاملة وتميل إلى التأكيد على الموضوعات المثيرة. كان ألفريد هارمسورث أو لورد نورثكليف من أوائل رواد هذا النمط. وفي عام 1896، بدأ في نشر صحيفة ديلي ميل (Daily Mail) في لندن، والتي كانت عملاً ناجحًا، حيث حققت رقمًا قياسيًا في التوزيع اليومي حتى وفاة هارمسورث؛ ومن أشهر ما وصفت به ديلي ميل «دفتر يوميات الرجل المشغول» و «صحيفة البنس الواحد بنصف بنس». وقال رئيس الوزراء روبرت سيسل إن اللورد ساليسبوري قال عنها «كتبها سعاة المكتب لسعاة المكتب». وقد استخدم الصحف ذات النفوذ الجديد عام 1899 لدعوة خيرية تكمن في إعالة الجنود الذين كانوا يحاربون في حرب البوير الثانية عن طريق دعوة كل من روديارد كبلينغ وآرثر سوليفان لكتابة قصيدة المتسول شارد الذهن (The Absent-Minded Beggar). كما أسس ديلي ميرور (The Daily Mirror) في عام 1903، وأنقذ أوبزرفر (The Observer) المتعثرة ماليًا وذي تايمز عام 1905 و1908، على التوالي. وفي عام 1908، حاز أيضًا صحيفة ذي صنداي تايمز.
كما انتشرت الصحف الاشتراكية والعمالية، وفي عام 1912 انطلقت صحيفة ديلي هيرالد (Daily Herald) كأول صحيفة يومية خاصة بـ اتحاد نقابة العمال والحركة العمالية.

### فرنسا
تأسست أول صحيفة في فرنسا جازيت دي فرانس (Gazette de France) عام 1632 على يد طبيب الملك ثيوفراستوس (1586-1653)، تحت رعاية لويس الثالث عشر. وكانت جميع الصحف تخضع للرقابة قبل النشر ووسيلة للدعاية للملكية. ويعتبر جان لوريت واحدًا من أوائل الصحفيين الفرنسيين. وقد قام بنشر الأخبار الأسبوعية للمجتمع الباريسي منذ 1650 حتى 1665 في نظم فني، وذلك فيما أسماه جازيت برليسك (gazette burlesque)، وقد جمعها في ثلاثة مجلدات تحت عنوان لا موس هستوريك (La Muse historique) (1650، 1660، 1665).

### ألمانيا
ظهرت الجريدة الأولى في المدن الألمانية، وخاصة الجريدة الأسبوعية "Relation aller Fuernemmen und gedenckwürdigen Historien" ("مجموعة الأخبار المميزة والبارزة) في ستراسبورغ ابتداءً من عام 1605. وسرعان ما تم إنشاء الجرائد في فرانكفورت (1615)، وبرلين (1617)، وهامبورغ (1618). وبحلول 1650، انتشرت الصحف النشطة في 30 مدينة ألمانية.

### الهند
أسس مولوي محمد باقر في عام 1836 أول صحيفة باللغة الأوردية أوردو أخبار (Urdu Akhbar) في دلهي. ولم تكن صحافة الهند في أربعينيات القرن التاسع عشر سوى مجموعة متعددة من صحائف يومية أو أسبوعية ذات توزيع متواضع تطبع باستخدام مطابع متهالكة. وتجاوز القليل منها مجتمعاتها الصغيرة، ونادرًا ما حاولت توحيد الطوائف والقبائل والثقافات الفرعية الإقليمية المتعددة بالهند. أما الصحف الأنجلو هندية، فلم تكن سوى للترويج للمصالح البريطانية فقط. وقد أسس الإنجليزي روبرت نايت (1825-1890) صحيفتين مهمتين باللغة الإنجليزية وصلتا إلى جمهور واسع من الهنود، وهما ذي تايمز أوف إنديا (The Times of India) وستيتس مان (Statesman). وقد روجت هاتان الصحيفتان لمذهب القومية في الهند، حيث عرَّف نايت الشعب بسلطة الصحافة وجعلهم على علم بالقضايا والعملية السياسية.

### أمريكا اللاتينية
امتد النفوذ البريطاني عالميًا من خلال مستعمراتها وعلاقاتها التجارية غير الرسمية مع التجار في المدن الكبرى. فقد كانوا بحاجة إلى سوق مواكب للعصر ومعلومات سياسية. وتأسست صحيفة إلميركوريو (El Mercurio) في فالبارايسو في شيلي في عام 1827. أما الصحيفة الأكثر تأثيرًا في بيرو إلكوميرشيو (El Comercio) فقد ظهرت للمرة الأولى في عام 1839. وتأسست صحيفة جورنال دو كوميرشيو (Jornal do Commercio) في ريو دي جانيرو في البرازيل في عام 1827. وبعد ذلك بكثير، أسست الأرجنتين صحفها في بوينس آيرس: لابرنسا (La Prensa) في عام 1869 ولا ناكتون (La Nacton) في عام 1870.

## الإذاعة والتلفزيون
بدأ تاريخ البث الإذاعي في عشرينيات القرن العشرين، ووصل ذروتها في ثلاثينيات وأربعينيات القرن نفسه. أما التلفزيون التجريبي الذي كان محل دراسة قبل الحرب العالمية الثانية، فقد بدأ العمل به في أواخر أربعينيات القرن العشرين، وانتشر على نطاق واسع في خمسينيات وستينيات القرن العشرين، ليحل محل الراديو إلى حد كبير ولكن ليس تمامًا.

## صحافة الإنترنت
تسبب النمو السريع لتأثير الإنترنت، خاصة بعد عام 2000، في أن تأتي الأخبار والإعلانات المبوبة «المجانية» إلى الجمهور الذي لم يعد يعبأ بالاشتراكات المدفوعة. وقلل الإنترنت من النموذج التجاري للعديد من الصحف اليومية. وقد لاح في الأفق إفلاس في أنحاء الولايات المتحدة، ووصل الصحف الكبرى مثل روكي ماونتن نيوز (Rocky Mountain news) (دنفر) وشيكاغو تريبيون (Chicago Tribune) ولوس أنجلوس تايمز (Los Angeles Times) وغيرها. وقد وجد تشابمان ونوتال أن الحلول المقترحة، مثل المنصات المتعددة ونظام الدفع paywall وجمع الأخبار التي تسيطر عليها العلاقات العامة وتقليص العاملين، لم تتمكن من مواجهة هذا التحدي. والنتيجة، كما يقولون، هي أن صحافة اليوم تتميز بأربعة سمات: التخصيص والعولمة والتوطين
والفقر المدقع.

## علم التأريخ
ذكر مؤرخ الصحافة ديفيد نورد أنه في ستينيات وسبعينيات القرن العشرين:
«في تاريخ الصحافة وتاريخ وسائل الإعلام، انتقد جيل جديد من الدارسين ... . . التاريخ التقليدي لوسائل الإعلام لكونه انعزاليًا للغاية، ويتناول موضوعات خارج سياقها كثيرًا، وغير متفق مع قواعد النقد النزيه بدرجة كبيرة، وفي حاجة ماسة للتدريب المهني، ومغرم للغاية بالسير الذاتية للرجال والمؤسسات الإعلامية.»
في عام 1974، حدد جيمس دبليو كاري «مشكلة تاريخ الصحافة». فقد كان المجال خاضعًا لهيمنة تفسير الهويغي لتاريخ الصحافة.
ترى هذه النظرة تاريخ الصحافة بوصفه توسعًا مطردًا بطيئًا في الحرية والمعرفة من الصحافة السياسية إلى الصحافة التجارية، والنكسات في الإثارة والصحافة الصفراء، والتقدم إلى الأمام في الكشف عن المستور والمسؤولية الاجتماعية .... فالقصة بأكملها تؤطرها هذه القوى غير الشخصية التي تعصف بالصحافة: التصنيع والتحضر والديمقراطية المباشرة.
يقول أومالي إن الانتقادات قد تجاوزت الحدود، نظرًا لوجود الكثير من القيمة في الثقافة العميقة لهذه الفترة المبكرة.

## انظر أيضًا

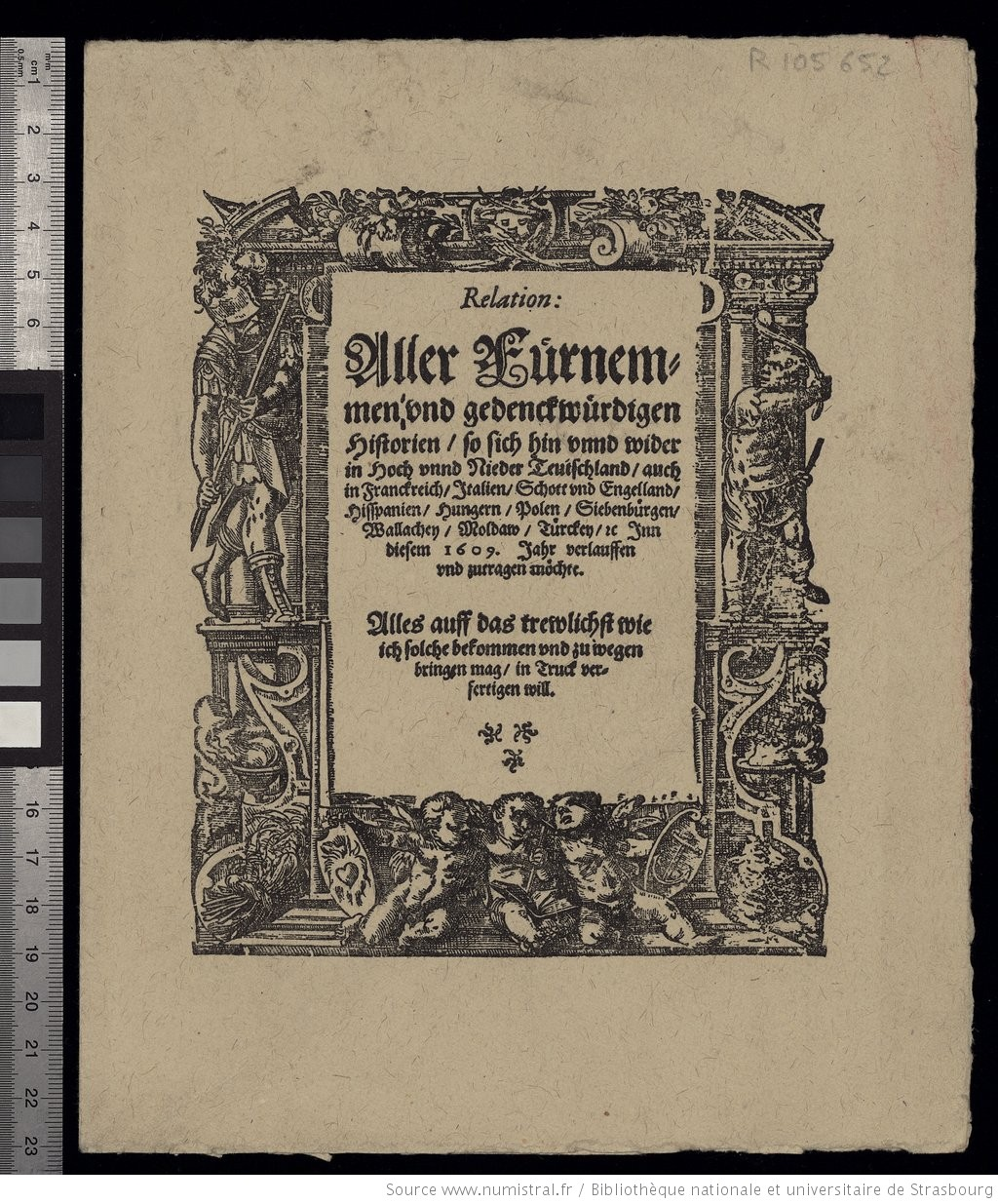
صفحة العنوان من دورية ريلاشن للناشر كارلوس تعود إلى عام 1609، وتعد هذه الدورية واحدة من أوائل الصحف